# Twierdzenie Nortona
Twierdzenie Nortona (także twierdzenie o zastępczym źródle prądu) – jedno z dwóch wariantów twierdzenia dotyczącego zastępczego źródła energii w obwodzie elektrycznym. Twierdzenie to wykorzystuje się często podczas rozwiązywania układów elektrycznych liniowych.

## Treść twierdzenia
Dowolny aktywny obwód liniowy można od strony wybranych zacisków AB zastąpić obwodem równoważnym złożonym z równolegle połączonego jednego idealnego źródła prądu o prądzie źródłowym równym prądowi w gałęzi ab przy zwarciu zacisków ab oraz jednej admitancji zastępczej tego obwodu pasywnego widzianej od strony wybranych zacisków AB.